# Diecezja Farafangana
Diecezja Farafangana – diecezja rzymskokatolicka na Madagaskarze, powstała w 1957.

## Biskupi diecezjalni
- Camille-Antoine Chilouet, C.M. (1957–1970)
- Victor Razafimahatratra, S.J. (1971–1976)
- Charles-Remy Rakotonirina, S.J. † (1976–2005)
- Benjamin Marc Ramaroson, C.M. (2005–2013)
- Gaetano Di Pierro, SCJ (2018–2024)
- Marcellin Randriamamonjy (od 2024)